# Oecobius cellariorum
Espèce
Synonymes
- Clotho cellariorum Dugès, 1836
- Oecobius domesticus Lucas, 1846
- Oecobius texanus Bryant, 1936
- Oecobius shaanxiensis Qiu & Zheng, 1981
- Oecobius sinensis Yin & Wang, 1981

Oecobius cellariorum est une espèce d'araignées aranéomorphes de la famille des Oecobiidae.

## Distribution
Cette espèce se rencontre en Europe du Sud, en Afrique du Nord et en Asie de l'Est.
Elle a été introduite aux États-Unis, en Chine et au Japon.

## Description
Le mâle mesure 2,2 mm et les femelles de 2,5 à 2,9 mm.

## Systématique et taxinomie
Cette espèce a été décrite sous le protonyme Clotho cellariorum par Dugès en 1836. Elle est placée dans le genre Oecobius par Simon en 1875.
Oecobius domesticus a été placée en synonymie par Simon en 1875.
Oecobius texanus a été placée en synonymie par Shear en 1970.
Oecobius shaanxiensis et Oecobius sinensis ont été placées en synonymie par Zhu en 1983.

## Publication originale
- Dugès, 1836 : « Observations sur les aranéides. » Annales des Sciences Naturelles, Zoologie, sér. 2, vol. 6, p. 159-219 (texte intégral).